# ジャック・グリーリッシュ
ジャック・ピーター・グリーリッシュ（Jack Peter Grealish, 1995年9月10日 - ）は、イングランド・ウェスト・ミッドランズ・バーミンガム出身のサッカー選手。プレミアリーグ・エヴァートンFC所属。イングランド代表。ポジションはミッドフィールダー（AMF, LSMF, LWG）。

## クラブ経歴

### アストン・ヴィラ
ウェスト・ミッドランズ・バーミンガム出身のグリーリッシュは、6歳の時に地元のアストン・ヴィラのアカデミーに入団し、ユースチームを経て2011年に16歳でトップチームに昇格。2012年3月のプレミアリーグでのチェルシー戦でプロデビューした。

### ノッツ・カウンティ
2013-14シーズンは下部リーグのノッツ・カウンティにレンタル移籍。背番号7番を背負い、37試合に出場し5ゴールを記録。

### アストン・ヴィラ復帰
2014-15シーズンにヴィラに復帰。シーズン途中に監督がポール・ランバートからティム・シャーウッドに交代してから頭角を表し、苦しいチーム状況の中奮闘を続け、ヴィラのプレミアリーグ残留に貢献。一方チームはFAカップ戦では快進撃を展開し、グリーリッシュは決勝戦にも出場した。
2015-16シーズンは、9月13日のレスター・シティ戦で、プロ入り初ゴールを決めた。11月21日、プレミアリーグ第13節にてエヴァートンに敗れた後、マンチェスターのナイトクラブにて夜遊びしている姿が報道される。これを受けて、アストン・ヴィラはグリーリッシュをセカンドチームに降格させた。12月8日よりトップチームの練習へ復帰している。このシーズン、アストン・ヴィラは3勝27敗8分けという成績で1987-88シーズン以来の2部降格という結果に終わった。
2016-17シーズン、2部でのシーズンとなった9月にホテルで騒ぎを起こしていたことが発覚。リザーブチームへの追放が発表され、3試合の欠場が決定した。復帰後は再びスタメンとして試合に出場。結果、シーズン13位でフィニッシュし、グリーリッシュは31試合5ゴール5アシストでシーズンを終えた。
2017-18シーズンより、ジョルダン・アイェウ退団以降空き番号であった背番号10番を着用。さらには、元イングランド代表DFジョン・テリーが加入し、メンタル面が大きく成長。このシーズンは怪我の影響で27試合の出場に留まるも、3ゴール5アシストを記録。このシーズン、アストン・ヴィラはプレーオフ圏内の4位で昇格プレーオフに進出した。プレーオフ準決勝ミドルスブラ戦1stレグではコーナーキックから貴重な先制点をアシストし、デュエル勝利数は20を記録するなど活躍し、2ndレグでもピッチ上を駆け回り、2戦合計1-0で決勝進出を決めた。シーズン終了時には、トッテナム・ホットスパー、マンチェスター・ユナイテッド、リヴァプール、チェルシーなど強豪クラブがグリーリッシュの獲得に乗り出した。この時アストン・ヴィラは、財政的に苦しく放出もやむなしかと報じられた。しかし、7月の中旬にエジプトの大富豪ナーセフ・サウィーリス、トニー・シャーという共同オーナーが誕生し、グリーリッシュらほとんどの主力選手が残留し、2023年夏まで契約を延長した。
2018-19シーズンは怪我によって3ヶ月ほど離脱するも、3月2日のダービー・カウンティ戦で復帰した。この試合では初めてキャプテンを務め、前半アディショナルタイム、グレン・ウィーランが蹴ったコーナーキックのボールをダイレクトで右足を振りぬき、元イングランド代表GKであるスコット・カーソンも反応できないゴールを叩き込んだ。なお試合はそのまま4-0でアストン・ヴィラが勝利。その後、3月10日のバーミンガム・シティとのダービーマッチにおいてピッチに侵入した相手チームのファンに背後から殴られ、その後侵入したファンは逮捕されるという事件が起こった。しかし、その後グリーリッシュ自身の得点によりアストン・ヴィラが勝利した。シーズン5位ながら昇格プレーオフで4位ウェスト・ブロムウィッチ・アルビオンを、決勝で6位ダービー・カウンティを撃破し、キャプテンとして4シーズンぶりのプレミアリーグ復帰に導いた。このシーズン、グリーリッシュとのコンビでゴールを25ゴールを決めたタミー・アブラハムと共にリーグのベストイレブンに選出された。シーズン後、またしてもトッテナム・ホットスパーからオファーを受けるも、ヴィラ愛を貫くグリーリッシュは交渉を拒んでいると報じられた。
2019-20シーズンも主将としてプレミアリーグ残留に貢献。リーグ戦で8ゴール6アシスト(EFLカップでは2ゴール2アシスト)を記録するなど、マンチェスター・ユナイテッド、アーセナルなどからの関心が報道された。
2020-21シーズン開幕間もない9月15日、「My city. My club. My home. 」とツイートしクラブとの契約を2025年まで延長。同日夜に行われたリーグカップ2次ラウンドのバートン戦では88分に決勝点を挙げる活躍をした。同シーズンのリーグ戦出場は26試合ながら、12アシストを決める活躍を見せた。

### マンチェスター・シティ
2021年8月5日、マンチェスター・シティと契約を結んだことが発表された。契約期間は2027年までの6年間で背番号はセルヒオ・アグエロが着用していた10番。移籍金は当時の英国史上最高額となる1億ポンドと報じられた。8月21日、第2節のノリッジ・シティ戦で移籍後初ゴールを決めた。
2022-23シーズンは2022 FIFAワールドカップによるリーグ戦中断明けから調子を上げ、首位攻防戦となった2月15日のアーセナル戦では決勝点をマークした。

### エヴァートンFC
2025年8月12日、エヴァートンFCへのレンタル移籍が発表された。

## 代表経歴
イングランド生まれながら、祖父母がアイルランド出身だった関係で、ユース世代はアイルランド代表でプレーしてきたが、2015年9月にイングランド代表入りを目指すことを表明した。2016年5月に初めてU-21イングランド代表に選出され、2016年のトゥーロン国際大会にて優勝に貢献。2020年8月31日、イングランド代表に初招集されると、9月8日にネーションズリーグのデンマーク戦で代表初出場を果たした。2021年6月、EURO 2020では、グループリーグ第2戦で途中出場、第3戦のチェコ戦では先発起用されると、クロスでスターリングの決勝点をアシスト、決勝トーナメント進出に貢献、決勝トーナメント1回戦のドイツ戦では途中出場、1点目のゴールの起点となると、勝利を決定的なものとするハリー・ケインのダメ押しゴールをアシストしてチームに貢献した。2022年のカタール・ワールドカップではしっかりと代表に選出され活躍。グループステージの第一戦のイラン戦で途中出場からダメ押しとなる追加点を決め勝利に貢献した。

## 人物・エピソード
- ボールを受けるポジショニングが素晴らしく、フリーでボールをもらう姿は「幽霊」に例えられる。また、頭の良さ、技術を兼ね備えており「イングランドのイニエスタ」「イニエスタの後継者」と評価を受ける[27]。アーセナルに所属する冨安健洋はプレミアリーグにてマッチアップした中で印象に残った選手としてグリーリッシュの名前を挙げており、実際に対峙してみて凄さがわかったと表現している[28]。
- プレーの参考にしている選手はコウチーニョ。プレー動画集をよく観ている[29]。
- ソックスをふくらはぎの真ん中の辺りまでずり下ろした独特ないでたちでプレーをする。一見、レガースを着けていないように見えるが、子供用の小さなレガースを着けている。本人は「何度かレフェリーに注意されたことがあるけれど、そのままじゃないといけないんだ。今のところ、脛を蹴られた事はないし、これからも蹴られない事を願っているよ」と語っている[30]。
- 2015年6月15日、オフの期間を利用してテネリフェ島に来ていたグリーリッシュが路上で泥酔している写真が出回る[31]。これに因んで、2015年12月にはサンタクロースに扮したチームメイトのブラッド・グザンからどこでも寝られるようにとクリスマスプレゼントとして空気ベッドをもらった[32]。
- 2015-16シーズンプレミアリーグにおいて出場した全試合で敗れるという不名誉な記録を打ち立てた。このシーズンヴィラが2部に降格[33]。
- グリーリッシュには弟のキーランがいたが、生後9ヶ月だった2000年4月に乳幼児突然死症候群により亡くなっている。
- 高祖父、ビリー・ギャラティもサッカー選手でアストン・ヴィラ通算96ゴールを記録。1899-00シーズンには得点王に輝き、1905年のFAカップで優勝、イングランド代表としても1キャップを記録しているクラブのレジェンド。
- 上記のように高祖父は1897年から1908年にかけてヴィラでプレーした「レジェンド」。ヴィラ一家。グリーリッシュ自身も幼少期から熱心なヴィラファンで、初めて買ったユニフォームもヴィラの物であった。
- 2017-18シーズン、アストン・ヴィラの大ファンで知られるウィリアム王子はグリーリッシュの活躍を絶賛し「これから生まれてくる子はジャックと呼ぶよ」とコメント[34]。
- トッテナム・ホットスパーへの移籍が盛んに噂された2018-19シーズン8月、ハル・シティ戦がヴィラでの最後の試合だと思い、ファンにお別れのジェッシャーをおくっていたという。「ハルにいた時、この試合が最後になるって95％の確信があったんだ。ファンに手を振ったのは、さようならの意味だったんだよ。移籍マーケット最終日の木曜の朝になっても、僕は移籍すると思っていたね。新たなオーナーがやってくるまで、ヴィラは資金調達を迫られていたから、クラブを救うために移籍することを僕は受け入れたんだ。ファンも分かってくれると思ってる。クラブにお金が必要だったからね。もちろん、なかなか落ち着かなかったよ。夏の間ずっとだったからね。ポルトガルで監督がインタビューに応えたのを多くの人が見たと思う。監督が僕の放出は不可避だと言ったのをね。あの時点では決まるはずだったんだけど、いろんな理由でそうはならなかった。その時点でヴィラが要求する金額を彼ら（スパーズ）は払いたがらなかった。それで、新しいオーナーが来て状況は一変したんだよ。移籍が決まらなかったからって僕がガッカリしたということはないよ。今でも僕は、小さな頃から愛するクラブでプレーできて幸せだってことを自覚しているからね。ヴィラで100試合以上プレーしているけど、まだ23歳になったばかりさ」と話しトッテナム・ホットスパーへの移籍を覚悟していたと明かした[35]。
- 2018-19シーズン、チャンピオンシップのプレーオフ決勝でグリーリッシュはボロボロのスパイクを着用して運命の大一番に臨み、注目を集めた。「僕が負傷から戻ってきた時に好調を維持できたのは、このスパイクのおかげなんだ。新しいものを履いている時は、少しのゴールとアシストにとどまっていた。僕は、このスパイクには幸運が宿っていると思っているよ」というグリーリッシュのコメントし“願掛け”の反響が拡大した[36]。
- 2020年、全世界を襲った新型コロナウイルスの影響により、イギリス国内でも前例にない外出禁止令が敷かれていた。しかし、グリーリッシュはクラブのホームページなどで外出禁止を呼び掛けたにも関わらず、イギリス政府が施行した外出禁止令を無視する形で元チームメイトが催したホームパーティーに参加。更にその帰りに交通事故を起こすなどのトラブルを巻き起こし、謝罪に追い込まれる羽目になった[37]。
- マンチェスター・シティ移籍に際して自身のSNSに「僕はアストン・ヴィラに19年もいて、生まれてからずっとファンだったんだ。僕自身は出世していくなかで、クラブのキャプテンとしてイングランドフットボール界のトップレベルに戻した。この気持ちを言葉で表現しがたいが、やってみようと思う。ヴィラ加入当初はトップチームに入ることやゴールを決めること、そしてダービーで決勝点を挙げるのが個人的な夢や野望だったが、チームが降格してからより大きな目的意識を持つようになった。ヴィラのシャツを着るときはいつも心を込めてプレーした。アームバンドを授かったのは僕や家族にとって特権、そして名誉でもあり、その時間のすべてが好きだった。監督やチームメイトに感謝したい。一緒に成し遂げたすべてを絶対に忘れない。それと、あらゆる面をサポートしてくれたファンのみんなにも感謝してもしきれない。コーチ陣や長年にわたって多くのことをしてくれたクラブの裏方たちにも感謝する。僕はずっとヴィラファン。これからもこのクラブを心から愛している。僕が新しいチャレンジを求める理由を理解してもらえると幸いだ。クラブは見事な運営をしており、監督や選手、そしてこれから入ってくる新戦力も素晴らしく、ヴィラファンにとってもエキサイティングなものになる。また近いうちに会おう。次の機会まで。UTV、ジャック」と長文の惜別メッセージが話題を呼んだ[38]。
- マンチェスター・シティ移籍後もアストン・ヴィラがいまだに自身のなかで大切な存在だとも語り、将来的な凱旋を希望している。「僕が退団すると不幸になる人がいることはわかっていたし、彼らがなぜそう思うのかもわかるけど、僕は在籍していたどの年もクラブのために全力を尽くした。もし僕が（ヴィラ相手に）得点したとしても、それを祝うつもりはない。結局、僕はヴィラを愛する“ソリフル出身のジャック・グリーリッシュ”なんだ。4歳のときからシーズンチケットを持っていて、ずっとファンだったんだよ。僕の心の中にあるクラブだから、絶対に戻りたいと思っている。それは常に頭の中にある考えだ。（2021年夏に10年ぶりとなるヴィラ復帰を果たした）アシュリー・ヤングがそれを成し遂げたように、僕も100パーセント同じことをしたいと思っている」移籍後もヴィラへの愛を語る[39]。

## 個人成績

### クラブ
2022-23シーズン終了時点
| クラブ                    | シーズン | リーグ             | リーグ | リーグ | カップ | カップ | リーグカップ | リーグカップ | 国際大会 | 国際大会 | その他 | その他 | 通算 | 通算 |
| クラブ                    | シーズン | ディビジョン       | 出場   | 得点   | 出場   | 得点   | 出場         | 得点         | 出場     | 得点     | 出場   | 得点   | 出場 | 得点 |
| ------------------------- | -------- | ------------------ | ------ | ------ | ------ | ------ | ------------ | ------------ | -------- | -------- | ------ | ------ | ---- | ---- |
| アストン・ヴィラ          | 2011-12  | プレミアリーグ     | 0      | 0      | 0      | 0      | 0            | 0            | —        | —        | —      | —      | 0    | 0    |
| アストン・ヴィラ          | 2012-13  | プレミアリーグ     | 0      | 0      | 0      | 0      | 0            | 0            | —        | —        | —      | —      | 0    | 0    |
| アストン・ヴィラ          | 2013-14  | プレミアリーグ     | 1      | 0      | —      | —      | 0            | 0            | —        | —        | —      | —      | 1    | 0    |
| アストン・ヴィラ          | 2014-15  | プレミアリーグ     | 17     | 0      | 6      | 0      | 1            | 0            | —        | —        | —      | —      | 24   | 0    |
| アストン・ヴィラ          | 2015-16  | プレミアリーグ     | 16     | 1      | 2      | 0      | 3            | 0            | —        | —        | —      | —      | 21   | 1    |
| アストン・ヴィラ          | 2016-17  | チャンピオンシップ | 31     | 5      | 1      | 0      | 1            | 0            | —        | —        | —      | —      | 33   | 5    |
| アストン・ヴィラ          | 2017-18  | チャンピオンシップ | 27     | 3      | 1      | 0      | 0            | 0            | —        | —        | 3      | 0      | 31   | 3    |
| アストン・ヴィラ          | 2018-19  | チャンピオンシップ | 31     | 6      | 0      | 0      | 1            | 0            | —        | —        | 3      | 0      | 35   | 6    |
| アストン・ヴィラ          | 2019-20  | プレミアリーグ     | 36     | 8      | 0      | 0      | 5            | 2            | —        | —        | —      | —      | 41   | 10   |
| アストン・ヴィラ          | 2020-21  | プレミアリーグ     | 26     | 6      | 0      | 0      | 1            | 1            | —        | —        | —      | —      | 27   | 7    |
| アストン・ヴィラ          | 通算     | 通算               | 185    | 29     | 10     | 0      | 12           | 3            | 0        | 0        | 6      | 0      | 213  | 32   |
| ノッツ・カウンティ (loan) | 2013-14  | リーグ1            | 37     | 5      | 1      | 0      | —            | —            | —        | —        | 1      | 0      | 39   | 5    |
| マンチェスター・シティ    | 2021-22  | プレミアリーグ     | 26     | 3      | 4      | 2      | 1            | 0            | 7        | 1        | 1      | 0      | 39   | 6    |
| マンチェスター・シティ    | 2022-23  | プレミアリーグ     | 28     | 5      | 5      | 0      | 3            | 0            | 13       | 0        | 1      | 0      | 50   | 5    |
| マンチェスター・シティ    | 通算     | 通算               | 54     | 8      | 9      | 2      | 4            | 0            | 20       | 1        | 2      | 0      | 89   | 11   |
| 総通算                    | 総通算   | 総通算             | 276    | 42     | 20     | 2      | 16           | 3            | 20       | 1        | 9      | 0      | 341  | 48   |

### 代表
出場大会
- U-21イングランド代表

2017年 - UEFA U-21欧州選手権2017（ベスト4）
- イングランド代表

2021年 - UEFA EURO 2020（準優勝）
2022年 - 2022 FIFAワールドカップ（ベスト8）
試合数
- 国際Aマッチ 35試合 2得点（2020年 - ）[52]

| イングランド代表 | 国際Aマッチ | 国際Aマッチ |
| 年               | 出場        | 得点        |
| ---------------- | ----------- | ----------- |
| 2020             | 5           | 0           |
| 2021             | 13          | 1           |
| 2022             | 11          | 1           |
| 2023             | 6           | 0           |
| 2024             |             |             |
| 通算             | 35          | 2           |

得点
| #  | 開催日         | 開催地                                       | キャップ | 対戦国   | スコア | 結果  | 大会                                             |
| -- | -------------- | -------------------------------------------- | -------- | -------- | ------ | ----- | ------------------------------------------------ |
| 1. | 2021年10月9日  | アンドラ・ラ・ベリャ、エスタディ・ナシオナル | 16       | アンドラ | 0 – 5  | 0 – 5 | 2022 FIFAワールドカップ・ヨーロッパ予選グループI |
| 2. | 2022年11月21日 | ライヤーン、ハリーファ国際スタジアム         | 25       | イラン   | 6 – 1  | 6 – 2 | 2022 FIFAワールドカップ・グループB               |

## タイトル

### クラブ
マンチェスター・シティ
- プレミアリーグ: 2021-22, 2022-23
- FAカップ: 2022-23
- UEFAチャンピオンズリーグ: 2022-23
- UEFAスーパーカップ: 2023
- FIFAクラブワールドカップ: 2023

### 代表
出場大会
イングランド U-21
- トゥーロン国際大会: 2016

### 個人
- PFAチャンピオンシップ年間ベストイレブン: 2018-19

### 代表歴
- U-21イングランド代表
  - 2017年 - UEFA U-21欧州選手権（3位）
- イングランド代表
  - 2021年 - UEFA EURO 2020（準優勝）